# 임상 공학
임상 공학(Clinical engineering)은 의료 전달을 최적화하기 위해 의료 기술을 적용 및 구현하는 일을 담당하는 생물 의공학 분야의 전문 분야이다, 임상 엔지니어의 역할에는 (생)의공학 장비 기술자 (BMET) 교육 및 감독, 병원 검사 / 감사에 대한 정부 규제 당국의 작업, 다른 병원 직원 (즉, 의사, 관리자, IT 등)을 위한 기술 컨설턴트로 근무하는 것이 포함된다. 임상 엔지니어는 또한 임상 경험을 토대로 향후 디자인 개선에 관해 의료 기기 제조업체에게 조언하고,최첨단 기술의 진보를 모니터링하여 병원 조달 패턴을 더 나은 결과가 되도록 변경한다.
기술의 실질적인 구현에 대한 그들의 고유 한 초점은 혁신적인 R & D 나 임상적으로 채택 가능성으로부터 수년이 걸릴 수있는 첨단 아이디어와는 대조적으로 점진적 수준의 재 설계 및 재구성을 지향하는 경향이 있다. 그러나 임상 의학자들이 (생물) 의공학 혁신의 궤적에 영향을 줄 수있는 시간대를 확장하려는 노력이 있다. (주어진 시간에 더 많은 결과를 만들어 내도록 노력한다.) 제품 및 프로세스 설계에 대한 교육을 받는 동시에 사용 시점에 가까운 관점을 결합하여 다양한 역할에서 제품 설계자와 최종 사용자간에 일종의 "다리"를 형성한다.  대규모 병원의 임상 공학 부서는 때로는 생물 의공학 엔지니어뿐만 아니라 운영 연구, 인적 요인, 비용 분석, 안전성, 위험 요소 등을 다루는 산업 / 시스템 엔지니어를 고용한다.

## 역사
일부는 1940년대에 뿌리를 내리고 있지만 실제로 임상 공학이라는 용어는 1969년에 처음 사용되었다.이 용어에 대한 최초의 명시적인 참고 문헌은 Landoll과 Caceres가 1969년에 발표 한 논문에 나와 있다. 심장병 전문의인 Cesar A. Caceres는 일반적으로 임상 공학이라는 용어를 만들어 냈다. 물론 (생물)의공학 분야 보다는 상대적으로 최근에 생긴 것이다. 의학 분야의 공학 응용 분야에 초점을 맞춘 최초의 현대 학술 간 학술회의가 의학 및 생물학 분야의 공학 연합에 따르면 1948년에 개최 된 것으로 보인다.
엔지니어링에 대한 의학의 적용에 대한 일반적인 개념은 수세기 전으로 거슬러 올라간다. 예를 들어, 인공 호흡기의 발명과 혈압의 발견을 가져온 18 세기 초의 Stephen Hales의 연구는 확실히 공학 기술을 의학에 적용하는 것과 관련이 있다.
18세기 이후의 최근 역사는 다소 불규칙하다. 1970년대 초 임상 공학은 많은 새로운 전문가가 필요한 분야로 생각되었다. 미국의 경우 250,000 명당 5 천에서 8 천명의 임상 엔지니어 또는 5 명에서 10 명의 임상 엔지니어 또는 250 개의 병원 침대 당 1 명의 임상 엔지니어가 필요한 범위였다.
공식 자격증 및 인증 절차의 역사 또한 다소 불안정하다. 임상 공학자를위한 국제 인증위원회 (ICC)는 임상 기술자를위한 공식적인 인증 절차를 제공하기 위해 1970년대 초반 AAMI (Medical Instrumentation Advancement Advancement) 협회의 후원하에 설립되었다. 유사한 인증 프로그램은 미국 임상 공학회 (ABCE)의 임상 공학 학위를 제공하는 학술 기관에 의해 형성되었다. 1979년 ABCE는 해체에 동의하고 그 프로그램에 따라 인증 된 자들은 ICC 인증 프로그램에 수용되었다. 1985년까지 350 명의 임상 엔지니어 만이 인증을 받았다. 마지막으로, 1999년 AAMI는 오랜 심의를 거쳐 인증 프로그램에 대한 실행 가능한 시장이 없다는 것을 보여주는 1998년 설문 조사를 분석하여 1999년 7월에 새로운 신청자를 더 이상 받아들이지 않기로 결정했다.
현재의 새로운 임상공학 인증서(CCE; Clinical Engineering Certification) 프로그램은 2002년 American College of Clinical Engineering (ACCE)의 후원하에 시작되었으며 ACCE Healthcare Technology Foundation에서 관리한다. 2004년에 인증 프로세스가 실제로 진행되는 첫 해인 112 명의 개인이 이전의 ICC 인증을 기반으로 인증을 받았고 3 명의 개인이 새 인증을 받았다. 2006-2007년 AHTF 연례 보고서 (2007년 6월 30일)가 출판 될 무렵, HTF 인증 임상 기술자의 합계에 147 명의 개인이 포함되었다.

## 직업의 새 이름
2011년 AAMI는 임상 공학 및 / 또는 (생물) 의공학 장비 기술에 대한 새로운 이름을 논의하기 위해 회의를 준비했다. 신중한 토론 끝에 대다수가 "의료 기술 관리(Healthcare Technology Management)"를 결정했다. 부분적으로 임상 엔지니어와 BMET (기술자) 간의 경계에 대한 일반적인 혼란으로 인해 엔지니어링이라는 단어는 관리자의 관점에서 제한적이며 교육자의 관점에서는 작동하지 않는 것으로 간주된다. (ABET 공인 대학은 준 학사 학위 프로그램 인 "공학"을 지칭 할 수 없다.) 또한 임상적 형용사는 범위를 병원으로 제한했다. 이 변화가 얼마나 광범위하게 또는 공식적으로 받아 들여지지 않았고 이것이 임상 공학 인증 (CCE) 또는 생물 의공학 공학의 하위 집합으로서의 임상 공학에 대한 공식 인정에 어떻게 영향을 미치는지는 미결 상태로 남아 있다. 규제 및 면허를 이유로 실제 엔지니어링 전문 분야는 해당 분야의 기술자와 구별되는 방식으로 정의 할 수 있어야한다.

## 정의
임상 기술자는 ACCE가 "의료 기술에 엔지니어링 및 관리 기술을 적용하여 환자 치료를 지원하고 발전시키는 전문가"라고 정의한다. 이 정의는 1991년 5월 13일 ACCE 이사회에서 처음으로 채택되었다. 임상 공학은 생물 의공학 분야의 주요 전문 기관인 (생물)의공학회 (BMES)에서 인정 받고 있다.
ACCE 정의에는 적어도 두 가지 문제에 있어 혼란을 야기한다. 첫째, "임상 엔지니어"가 "(생물)의공학 엔지니어"의 하위 집합이라는 사실이 너무 광범위하게 밝혀졌다. 여러 번 사용되는 용어는 서로 바꿔서 사용할 수 있다. 일부 병원에서는 관련 부서를 "임상 공학"부서로, 일부 병원에서는 "생물 의공학"부서라고 부른다. 실제로 위에서 언급 한 것처럼 기술자는 그들이 일할 부서의 이름에 관계없이 거의 "(생물)의공학 장비 기술자"라고 불린다. 그러나 의료 엔지니어라는 용어는 일반적으로 제조업자용 또는 최초의 연구 개발 또는 학계에서 의료 기기의 기본 설계에 종사하는 엔지니어를 포함하여 보다 포괄적 인 것으로 생각된다.
반면 임상 엔지니어는 일반적으로 문제를 해결하는 병원에서 일하는 반면 환자가 진료 환경에서 장비가 실제로 사용되는 곳과 매우 가깝다. 인도와 같은 일부 국가의 임상 엔지니어는 임상 요구에 대한 기술 솔루션을 찾고 혁신하도록 훈련 받았다. ACCE 정의에서 분명하지 않은 다른 문제는 임상 엔지니어에게 적합한 교육 배경이다. 일반적으로 인증 프로그램의 기대는 임상 엔지니어 자격증 신청자가 공인 학사 학위 (공학 기술 이상)를 보유 할 것이다.

## 미래
의료 기술의 관리가 점차 복잡 해지고 있다. 제시된 추진 요인과 기회는 2003년 IEEE EMBS 지에 게재된 The Clinical Engineering의 미래에서 검토된다.

## 학위 프로그램
코네티컷 대학교는 뉴 잉글랜드의 한 병원에서 가을과 봄 학기에 임상 엔지니어로 파트 타임으로 일하는 2년간의 임상 공학 인턴십 프로그램을 제공한다. 임상 공학 수업은 임상 공학 분야의 핵심 주제 및 추세 주제에 대한 학기 전반에 걸쳐 진행된다.

## 자격 요건
임상 공학 (CCE) 인증 자격을 얻으려면 응시자는 적절한 전문적 또는 교육적 자격 증명 (공인 기술 또는 공학 기술 학위)을 소지해야만 관련 경험이 있고 시험에 합격해야한다. 임상 공학 자격증 시험은 3 시간의 시험 시간을 가진 최대 150 개의 객관식 문제와 개별 구술 시험으로 구성된 필기 시험을 포함한다.  CE 자격증 (CCE) 신청자는 이미 등록 된 전문 기술자 (PE) 자격증을 소지하고 있으며 그 자체가 공인 된 엔지니어링 학위 및 엔지니어링 경험을 포함한 광범위한 요구 사항을 갖추고 하고 있다.

## 인도의 임상 공학
의료는 점점 더 기술 중심으로 변모하고 있으며, 전문 인력 수요가 증가함에 따라 숙련 된 인력이 발 빠르게 대응해야 한다. M-Tech 임상 공학 과정은 인적 자원 개발의 필요성에 부응하기 위해 인도 공과대학교 마드라스 (IITM), Sree Chitra Thirunal 의학 기술 연구소, Trivandrum과 Christian Medical College, Vellore (CMC)에 의해 시작되었다. 이것은 토착 (생물) 의공학 장치 개발 및 기술 관리를 목표로했으며, 이로 인해 해당 국가에서의 의료 전달의 전반적인 발전에 기여한다.
과정 중에 생물 공학, 의학, 관련 전자 배경, 임상 실습, 장치 개발 및 관리 측면에 대한 통찰력을 공학 학생들에게 제공한다. 또한 학생들은 CMC 및 SCTIMST의 임상 의사와 인턴십 중 실습 경험을 쌓을 수 있다. 이 교육의 중요한 측면은 임상 환경 및 의료 기기 개발 활동에 동시에 장기간에 걸쳐 경험하게 하는 것이다. 이것은 학생들로 하여금 충족되지 않은 임상 적 필요를 확인하는 과정을 이해시키고, 따라서이 나라의 새로운 의료 기기 개발에 기여하도록하기 위한 것이다. 이 코스의 독특한 특징은 학생들을 임상 환경속에 있게 하는 임상 교육이다. 이 프로그램은 또한 엔지니어가 의료 서비스 제공 지점에서 기술을 안전하고 효과적으로 사용하고 관리 할 수 있도록 교육한다.
이 과정에 입학하기위한 최소 자격은 토목 공학을 제외한 공학 분야의 학사 학위와 그 분야의 유효한 GATE 점수이다.

## 같이 보기
- 의공학

## 추가 자료
- Bronzino, Joseph D. (April 2006). 《The Biomedical Engineering Handbook, Third Edition》. [CRC Press]. ISBN 978-0-8493-2124-5. 2015년 2월 24일에 원본 문서에서 보존된 문서. 2017년 1월 15일에 확인함.
- Villafane, Carlos, CBET. (June 2009). 《Biomed: From the Student's Perspective, First Edition》. [Techniciansfriend.com]. ISBN 978-1-61539-663-4.
- Information related to biomedical engineering 보관됨 2011-08-14 - 웨이백 머신.
- Medical engineering stories in the news